# Сисуненко Віра Архипівна
 Ві́ра Архи́півна Сисуне́нко (нар. 18 вересня 1910 — пом. 26 червня 1978) — майстер декоративного мистецтва, родом із с. Дігтярів на Чернігівщині; інструктор ткацького цеху на фабриці мист. виробів того ж села.
За її проектами, у дусі народної традиції виробляються плахтові килимки і тканини та експонуються на виставках СРСР і за кордоном.